# Franciszek Wiszowaty
Franciszek Wiszowaty herbu Abdank, (ur. ?  – zm. 1800). Generalny landrat ostrołęcki, generał major ziemiański ziemi łomżyńskiej.
Szlachcic i ziemianin z Łomżyńskiego. W powstaniu kościuszkowskim jeden z bardziej aktywnych i ofiarnych organizatorów. Zobowiązał się zmobilizować Kurpiów przeciwko Prusakom, co jednak nie udało mu się. Stoczył udane potyczki pod Ostrołęką i Grabowem. Uczestnik bitwy pod Prostkami 1 listopada 1794 r. w korpusie generała Jerzego Grabowskiego. Po bitwie wraz z gen. Grabowskim wzięty do niewoli pruskiej. Pochowany w Ostrołęce.